# Šimljanica
Šimljanica est une localité croate de la municipalité de Berek située dans le comitat de Bjelovar-Bilogora.  Le village compte 84 habitants en 2021